# 星鳞腔吻鳕
星鳞腔吻鳕（学名：Coelorhynchus asteroides）为长尾鳕科腔吻鳕属的鱼类。分布于仅见于日本南部骏河湾、三重县及高知县以南等海区以及东海琉球海沟等，属于水深300-400米海区的底层海鱼。该物种的模式产地在日本。